# Cypres
Pour l’article homonyme, voir Cyprès.
Cypres est le nom commercial du déclencheur de sécurité pour parachute vendu par AIRTEC. 
Il a pour fonction d'ouvrir le parachute de secours si le parachutiste est encore en chute à une certaine hauteur. Cypres vient de CYbernetic Parachute RElease System et a été développé par la société Airtec.
La hauteur à laquelle Cypres déclenche l'ouverture du secours est fixe, non modifiable. Il agit à une hauteur d'environ 225 mètres, si la vitesse de chute n'est atteinte qu'en dessous de 225 m (par ex. une libération tardive), Cypres ouvrira tout de même le secours, jusqu'à une hauteur d'environ 40 m.
Le choix de la vitesse de déclenchement de 35 m/s a été fait après de nombreux tests durant lesquels une vitesse de plus de 31 m/s, voile ouverte, n'a pu être dépassée.
Dans la version pour élève, la vitesse de déclenchement est réduite à 13 m/s.

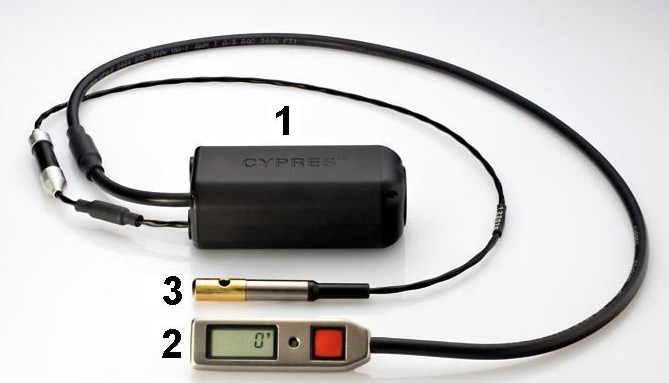
Les 3 éléments du déclencheur Cypres :
1 : boîtier électronique
2 : afficheur
3 : sectionneur

## Description des modules
Cypres est composé d’un boîtier de contrôle, d’un boîtier de commande et d’un sectionneur pour les conteneurs secours à une broche de verrouillage ou de deux sectionneurs pour les conteneurs à deux broches.

## Principe de fonctionnement
Le boîtier de contrôle contient un microprocesseur qui calcule la vitesse de chute du parachutiste et sa hauteur par rapport au sol grâce à la mesure de la pression barométrique.
C'est à partir de ces données que Cypres décide si le parachutiste est dans une situation dangereuse (chute libre à basse hauteur) ou non. Dans l'affirmative, le conteneur du secours sera ouvert par Cypres.
Cypres ouvre le parachute de secours par ses propres moyens, indépendamment de la commande prévue pour le parachutiste, grâce au sectionneur EOS (Emergency Opening System, système d'ouverture de secours). Cypres ne retire pas la broche du loop du secours, mais il sectionne le loop.
Ce procédé comporte les avantages suivants :
- Il existe deux systèmes d'ouverture du parachute de secours : le parachutiste ouvre grâce à sa commande manuelle d'ouverture, Cypres coupe le loop de fermeture du conteneur secours ;
- Une broche de verrouillage tordue n'est pas un problème ;
- La partie mécanique se réduit au sectionneur ;
- Cypres est placé dans le conteneur du secours, de manière à ne pas être influençable de l'extérieur ;
- Cypres est invisible de l'extérieur.

Lors du déclenchement, le sectionneur avance d’environ 5 mm.
Le sectionneur est étanche. Aucun gaz ne s’échappe au déclenchement ; ce sectionneur a été spécialement conçu pour Cypres et il est classé non dangereux par les services officiels compétents.

## Source d'énergie
Cypres fonctionne avec deux piles électriques prévues pour durer environ deux années ou environ 500 sauts. Il s'agit de piles de haute énergie, longue durée, qui ne se déchargent spontanément que très peu et ne contiennent pas de métaux lourds. Le changement de piles peut être réalisé par l'utilisateur, mais une attention particulière sera toutefois nécessaire.
L'état de charge des piles est affiché à chaque mise en marche de l'appareil. Après la mise en marche, pendant que Cypres s'auto-vérifie, les nombres, de 9999 à 0, défilent à rebours à l'écran et un arrêt d'environ 3 secondes se produit à une valeur située entre 6900 et 5700. Un arrêt à 6300 par exemple signifie que la tension des piles est d'environ 6,3 V.
Si la procédure de vérification est répétée plusieurs fois de suite, la tension affichée ne sera pas constante. Cela est normal et vient des caractéristiques des piles. La tension affichée au deuxième ou au troisième essai sera plus basse que la première fois mais, si l'on poursuit les tests, la tension remonte. Pour un contrôle de tension, le premier test sera donc suffisant.
La tension affichée lors de la mise en marche peut être très basse après un stockage prolongé. Ceci n'est pas dû à une décharge des piles mais à leurs caractéristiques. En effet, une couche de protection se développe durant les périodes d'inaction pour limiter la décharge spontanée. Pour que cette couche de protection disparaisse, il faut allumer et éteindre l'appareil plusieurs fois de suite.
Un mauvais fonctionnement des piles ou une tension trop basse provoquent un blocage du système. Cypres n'entrera pas en fonction après son auto-vérification mais affichera un code d'erreur 8999 ou 8998. L'affichage de l'un de ces codes signifie que la tension des piles ne suffit plus à un fonctionnement correct de l'appareil.
Il est nécessaire de changer les piles dès que l’un des cas suivants se présente :
1. Lorsque l’auto-vérification s’arrête sur 8998 ou 899 (tension électrique insuffisante) ;
2. Après deux années d’utilisation ;
3. Après 500 sauts ;

Deux points sont à signaler à ce sujet :
1. À chaque mise en marche, Cypres s'auto-vérifie ; il vérifie, en particulier, toutes les fonctions internes permettant normalement un fonctionnement parfait pendant 14 heures. L'affichage de « 0v » à l'écran en fin de séquence indique le succès de ces vérifications. Si une situation incertaine ou d'erreur est détectée pendant l'auto-vérification, Cypres n'affiche pas « 0v » mais un code d'erreur, puis il s'éteint automatiquement. Le code d'erreur permettra d'interpréter la situation.
2. Durant le fonctionnement de Cypres, deux unités agissent simultanément et indépendamment l'une de l'autre : l'unité de travail et l'unité de contrôle. L'unité de contrôle surveille en permanence le travail de la première unité et, si elle détecte une erreur, elle éteint l'appareil (principe de l'arrêt en cas d'erreur). Suivant la gravité de l'erreur, Cypres pourra ou non être remis en marche. Dans ce dernier cas, il devra être renvoyé à l'usine pour contrôle.

## Les différents modèles

### Cypres Expert
Il est destiné aux parachutistes confirmés.
Le cypres expert déclenche l'ouverture du parachute de secours à une hauteur de 225 m, si la vitesse de chute dépasse 35 m/s. Si cette vitesse de chute n'est atteinte qu'en dessous de 225 m (libération tardive, par exemple), Cypres déclenche tout de même l'ouverture du secours jusqu'à une hauteur de 40 m. Il n'agit pas en dessous de 40 m, car de toute façon, son action serait inutile.
On reconnaît le modèle expert des autres modèles à la touche rouge de son boîtier de commande.

### Cypres Speed
Il est destiné au swoop.
Le cypres speed déclenche l'ouverture du parachute de secours à une hauteur de 225 m, si la vitesse de chute dépasse 43 m/s.
On reconnaît le modèle speed des autres modèles à la touche rouge marquée Speed de son boîtier de commande.

### Cypres Student

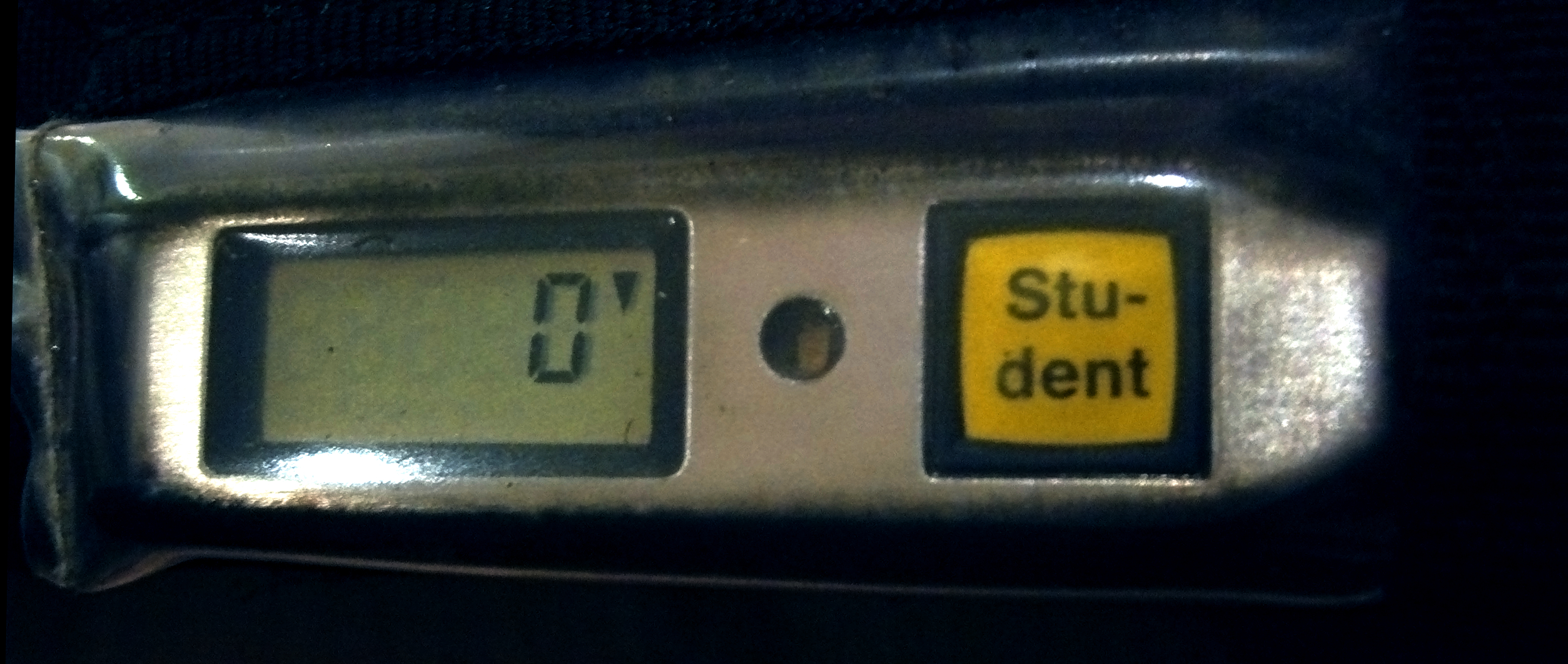
Afficheur d'un Cypres Student.

Le cypres student, destiné aux élèves déclenche l'ouverture du parachute de secours à deux hauteurs différentes selon la vitesse de chute: si la vitesse de chute correspond à une chute libre (vitesse supérieur à 35 m/s), Cypres agit à 225 m de hauteur comme pour le parachutiste confirmé; en revanche, si la vitesse de chute est plus lente qu'une chute libre mais plus rapide que 13 m/s (voilure ouverte mais mal déployée, par exemple), il déclenche à une hauteur de 300 m environ. Cela doit permettre à l'élève de mieux préparer son atterrissage.
On reconnaît le modèle élève à la touche jaune marquée Student de son boîtier de commande.
Avec un cypres student, il faut faire attention car une vitesse verticale de 13 m/s peut être dépassée avec une voile parfaitement gonflée, lors de virages engagés par exemple.

### Cypres pour tandem
On reconnaît le modèle Cypres pour tandem à la touche bleue marquée Tandem de son boîtier de commande.
Cypres pour tandem déclenche l'ouverture du parachute de secours si la vitesse de chute du parachutiste dépasse 35 m/s à une hauteur d'environ 580 m.